# Miles Copeland Jr.
Miles Copeland Jr. (16. července 1916 – 14. ledna 1991) byl americký důstojník CIA a špión.

## Život
Narodil se v Birminghamu v Alabamě jako syn lékaře. Údajně byl jazzovým hudebníkem, sám tvrdil, že strávil týden hraním čtvrté trubky v Orchestr Glenna Millera, avšak toto tvrzení bylo zdiskreditováno. Při vypuknutí druhé světové války se připojil k národní gardě a následně působil v Corps of Intelligence Police. Členem americké armády byl od roku 1940. Roku 1945 začal spolupracovat s organizací, z níž o dva roky později vznikla CIA. V září 1947 byl odvelen do Damašku a na Středním východě zůstal řadu let. Sehrál důležitou roli v syrském státním převratu v březnu 1949, stejně jako v operaci Ajax, která v roce 1953 vyústila v íránský státní převrat. V roce 1953 se vrátil k soukromému životu, ale s CIA nadále spolupracoval.
Z CIA odešel roku 1957, kdy v Bejrútu založil spolu s kolegou z CIA Jamesem Eichelbergerem firmu Copeland & Eichelberger. Na požádání však nadále občasně s CIA spolupracoval. V roce 1970 se odstěhoval do Londýna, kde coby specialista na zpravodajství vystupoval v různých televizních pořadech, věnoval se žurnalistice a napsal několik knih zabývajících se zahraniční politikou (například The Game of Nations a Beyond Cloak and Dagger), stejně jako vlastní biografii. Přispíval například do politického časopisu National Review. Jeho manželkou byla archeoložka a tajná agentka Lorraine Copeland. Měl čtyři potomky – Milese, Iana, Lorraine a Stewarta.
Plynně ovládal deset jazyků, kromě rodné angličtiny například arabštinu a francouzštinu. Zemřel v nemocnici Padocks Hospital v anglickém Oxfordshire ve věku 74 let. Příčinou úmrtí byl infarkt myokardu.